# Донське (Сімферопольський район)
Донське́ (до 1948 — Бєш-Терє́к, крим. Beş Terek, також Кернеу́ч) — село Сімферопольського району Автономної Республіки Крим, адміністративний центр Донської сільської ради.

## Сучасність
У Донському, на 2015 рік, дванадцять вулиць, площа, приписана до села, 10000 гектарів, на якій у 660 дворах, за даними сільради на 2009 рік, числилось 1948 жителів. У селі діє муніципальне бюджетне загальноосвітній заклад «Донська школа», сільська амбулаторія, є Церква ікони Божої Матері «Донська», працює промисловий плодорозплідник, є магазини Кримспоживспілки. Донське пов'язане автобусним сполученням з Сімферополь.

## Географія
Село Донське розташоване на сході району, приблизно в 15 кілометрах (по шосе) від Сімферополя (там же найближча залізнична станція Сімферополь). Донське знаходиться в передгірській частині Криму, у долині річки Бештерек, висота центру села над рівнем моря 275 м. Сусідні села: вище по долині Бештерека Мазанка і нижче — Спокійне, обидва приблизно в 1 кілометрі.

## Історія
Поблизу Донського виявлено поселення доби міді, у курганах розкопано 2 поховання доби бронзи.
У 2023 році у проєкті Постанови Верховної Ради України «Про перейменування деяких населених пунктів Автономної Республіки Крим» село запропоновано перейменувати на Беш-Терек.

## Населення

### Мова
Розподіл населення за рідною мовою за даними перепису 2001 року:
| Мова              | Кількість | Відсоток |
| ----------------- | --------- | -------- |
| російська         | 1589      | 81.95 %  |
| українська        | 174       | 8.97 %   |
| кримськотатарська | 156       | 8.05 %   |
| вірменська        | 8         | 0.41 %   |
| білоруська        | 3         | 0.16 %   |
| румунська         | 2         | 0.10 %   |
| інші/не вказали   | 7         | 0.36 %   |
| Усього            | 1939      | 100 %    |